# Symblepharis tenuis
Symblepharis tenuis là một loài rêu trong họ Dicranaceae. Loài này được R.S. Williams mô tả khoa học đầu tiên năm 1928.